# Concavifer marmoratus
Concavifer marmoratus är en insektsart som beskrevs av Dlabola 1960. Concavifer marmoratus ingår i släktet Concavifer och familjen dvärgstritar. Inga underarter finns listade i Catalogue of Life.